# Тамм, Юри Аугустович
Ю́ри Аугу́стович Тамм (эст. Jüri Tamm; 5 февраля 1957, Пярну — 22 сентября 2021[…]) — советский и эстонский легкоатлет, спортивный деятель, заслуженный мастер спорта СССР (1986). Кавалер ордена Белой звезды IV степени. Командор ордена «За гражданские заслуги» (Испания). Награждён Почётной грамотой Кабинета Министров Украины (2003) за значительный личный вклад в развитие украинско-эстонских отношений и медалью Балтийской ассамблеи (2002).

## Карьера
16 мая 1980 года на соревнованиях в Леселидзе Юрий Седых установил мировой рекорд, метнув молот на 80,38 метров. Юри Тамм в своей попытке обновил этот рекорд — 80,46 метров. Однако ещё позже Седых вернул себе титул мирового рекордсмена, показав 80,64 метров.
На Олимпийских играх в Москве выиграл бронзовую медаль. Золото и серебро завоевали также советские спортсмены — Юрий Седых с мировым рекордом и Сергей Литвинов.
В 1981 и 1983 годах выигрывал серебряную и золотую медали на Универсиадах. В 1987 на чемпионате мира стал серебряным призёром, уступив Сергею Литвинову. На Олимпиаде в Сеуле весь пьедестал в метании молота вновь заняли спортсмены из СССР. Юри Тамм стал обладателем бронзы, Юрий Седых — серебра, а Сергей Литвинов — золота.
После распада СССР стал выступать за Эстонию. Дважды принимал участие в Олимпийских играх — в 1992 и 1996 годах, а также в чемпионате Европы 1994 года и чемпионате мира 1995 года.
Был чемпионом СССР в 1987 и 1988 годах, а также чемпионом Эстонии в 1991, 1993 и 1994 годах.
Личный рекорд (84,40 м) установил в 1984 году в городе Банска-Бистрица. Данный результат вплоть до настоящего времени является рекордом Эстонии.

## Личная жизнь
Жил и тренировался в Украинской ССР. Там окончил Киевский государственный институт физической культуры и женился на украинке.

## После спорта
В 1998 году начал политическую карьеру. С 1999 по 2011 год являлся депутатом Рийгикогу от социал-демократической партии. С 2004 по 2008 год был вице-президентом Эстонского олимпийского комитета. С 2012 по 2015 год руководил администрацией президента Национального олимпийского комитета Украины Сергея Бубки. С 2016 года его заново избрали вице-президентом НОК Эстонии. Был председателем комиссий ЕС в Ассоциации европейских олимпийских комитетов и почётным консулом Монако в Эстонии.

## Смерть
Юри Тамм умер 22 сентября 2021 года,
через восемь дней после того, как 14 сентября умер его товарищ по сборной, метатель молота Юрий Седых.